# اشیپان (حوزه سرشماری)، ویسکانسین
اشیپان (به انگلیسی: Ashippun) یک منطقهٔ مسکونی در ایالات متحده آمریکا است که در Ashippun واقع شده‌است. اشیپان ۲٫۶۶ کیلومتر مربع مساحت و ۳۳۳ نفر جمعیت دارد و ۲۶۲٫۱۳ متر بالاتر از سطح دریا واقع شده‌است.